# Frederik Christian Adeler
Frederik Christian Adeler (13. oktober 1668 i København – 19. april 1726) var kammer- og gehejmeråd, født i København som søn af generaladmiral Cort Sivertsen Adeler og Anna Pelt. Han blev holdt over dåben af kronprinsen, den senere Christian 5.. Efter endt uddannelse tog han på en længere udlandsrejse i 1687, hvor han blandt andet lagde vejen forbi Venedig, hvor man stadig havde hans faders bedrifter i frisk erindring, og han blev vel modtaget. Umiddelbart efter sin hjemkomst i 1690 blev han udnævnt til kammerråd. Han blev i september 1694 viet til Henriette Magrethe von Lente, datter af gehejmeråd Johan Hugo Lente, regeringsråd i Slesvig og gesandt ved det Køllnske hof, og Margrethe Barnefeldt. 
Han kom i besiddelse af betydelige jordegodser, dels efter sin fader og dels med sin hustru. Således besad han Gjemsø kloster med Bratsberg hovedgård ved Skien i Norge, Sæbygård og Egemark, foruden et stort familiehus på Christianshavn m.m. Derudover købte han Dragsholm til spotpris af en en portugisisk jøde, muligvis et medlem af den rige hamborgske Texeira-familie.
Han gjorde hurtig karriere indenfor statstjenesten.
- 1694 – justitsråd og assessor i højesteret
- 1699 – deputeret i Sø- og Landkommissariatet
- 1700 – etatsråd (blot 31 år gammel)
- 1704 – ledsagede Frederik 4. på rejse i Norge.
- 1712 – Dannebrogordenen (i Rendsborg)
- 1713 – deputeret i rentekammeret og gehejmeråd

Desuden var han amtmand i Roskilde og Tryggevælde amter, og blev i 1717 efter Otto Krabbe stiftamtmand i Sjællands Stift. 
Under Den Store Nordiske Krig havde han som finansdeputeret efter bedste evne gjort sit til at råde bod på de store vanskeligheder, regeringen havde at kæmpe med. Men snart efter fredsslutningen 1720 og Dronning Louises død følte han trang til fred og ro og længtes efter at vende hoflivet og dets rænker ryggen, hvorfor han indgav begæring om afsked fra sine embeder. Han var samtidig også ved dårligt helbred og fik i august 1721 sin afsked bevilget blot få måneder efter kongens ægteskab med Anna Sophie Reventlow. Han døde af brystsyge i den Adelerske Gård på Christianshavn langfredag morgen d. 19. april 1726. 
Sammen med sin hustru der døde i 1703 havde han 7 børn, heriblandt:
- Conrad Hugo Adeler (2. marts 1697 – 10. oktober 1719) – sekondløjtnant i de norske landstyrker
- Christian "Cort" Lente-Adeler (20. april 1699 – 8. oktober 1757) – konferensråd, godsejer
- Frederik Adeler (3. maj 1700 – 28. december 1766) – kammerjunker, gehejmeråd
- Theodor Lente-Adeler (26. maj 1702 – 11. april 1767) – dronningens kammerjunker, gehejmeråd
- Charlotte Amalie Adeler (10. juni 1703 – 19. april 1724)

| Efterfulgte: Otto Krabbe | Amtmand over Roskilde Amt 1717 - 1721         | Efterfulgtes af: Rudolph Gersdorff |
| Efterfulgte: Otto Krabbe | Amtmand over Tryggevælde Amt 1717 - 1721      | Efterfulgtes af: ?                 |
| Efterfulgte: Otto Krabbe | Stiftamtmand over Sjællands Stift 1717 - 1721 | Efterfulgtes af: Rudolph Gersdorff |